# Bencsik
A Bencsik szlovák eredetű magyar családnév. Szlovák változata Benčík. 2019-ben nem szerepelt a leggyakoribb száz családnév között.

## Eredete és változatai
A Benedek vagy Benjamin keresztnév szláv nyelvekben való rövidülése és szlovák -čik kicsinyítő képzővel való megtoldása. A szlovák nyelvben vált apanévi családnévvé. A -czik végződés a -csik régi magyaros írásváltozata.

## Híres Bencsik nevű személyek
Bencsik
- Bencsik András (1951) újságíró, lapszerkesztő
- Bencsik Béla (1906–1943) filozófus
- Bencsik Gábor (1954) újságíró, agrármérnök, könyvkiadó
- Bencsik Gyula (1898–1986) építész, építőmester, államtitkár
- Bencsik István (1931–2016) szobrászművész
- Bencsik János (1933) néprajzkutató
- Bencsik János (?) labdarúgóedző, az MTK vezetőedzője 1972-ben
- Bencsik János (1965) politikus, polgármester, államtitkár
- Bencsik József (? –1827) jogtudor, Esztergom megyei áldozópap
- Bencsik József (1921–2014) jezsuita szerzetes
- Bencsik József (1932–1957) munkás, 1956-os forradalmár
- Bencsik Mihály (1670–1728) egyetemi jogtanár
- Bencsik Sándor (1952–1987) gitáros, zeneszerző
- Bencsik Tamara (1987) énekesnő

Benčík
- Emil Benčík (1933) szlovák újságíró, műfordító
- Henrich Benčík (1978) válogatott szlovák labdarúgó
- Juraj Benčík (1945) szlovák atléta, gyalogló
- Michal Benčík (1932–2015) szlovák politikus, jogász
- Petr Benčík (1976) cseh kerékpárversenyző